# ONE札幌ステーションタワー
ONE札幌ステーションタワー（ワンさっぽろステーションタワー）は、北海道札幌市北区に所在する北海道で一番の高さを誇る超高層建築物及び超高層マンションである。
「札幌駅北口8・1地区第一種市街地再開発事業」として、超高層マンション（ONE札幌ステーションタワー）主体のA棟とホテル主体のB棟を主に整備中であり、街区名は「さつきた8・1」と命名された。

## 概要
地上48階建て（175m）で、北海道及び札幌市内の建造物としては一番高いものとなる。超高層マンション部分は、住友不動産・大和ハウス工業・東急不動産・NIPPOが共同販売する方式で分譲する。1-3階は商業施設となり2-3階には客席数226席の北八劇場が設けられる。ホテルはスターツホテル開発株式会社が運営するホテルエミオン札幌が2023年12月20日に開業。

## 建設・施工
- 2024年：入居開始予定[1]

## 周辺
- 国道5号（創成川通）
- 札幌第1合同庁舎
- JRタワー
- D'グラフォート札幌ステーションタワー
- プレミスト札幌ターミナルタワー
- 札幌市立北九条小学校

## アクセス
- 北海道旅客鉄道（JR北海道）函館本線札幌駅
- 札幌市営地下鉄南北線・東豊線さっぽろ駅